# Lago Hemlock
Il lago Hemlock è uno dei Finger Lakes dello stato di New York, negli Stati Uniti. È uno dei più piccoli ed occidentali laghi di questo gruppo, e ne condivide l'origine glaciale e la forma allungata.
Insieme al lago Canadice, l'Hemlock è una delle fonti d'acqua della città di Rochester (New York); l'accesso al lago tramite barche a motore può avvenire solo tramite autorizzazione. Questi due laghi sono inoltre tra i pochi dello Stato di New York (e gli unici tra i Finger Lakes) sulla cui costa le costruzioni sono pressoché assenti.
La fauna del lago è costituita da salmonidi (salmoni, trote, Salvelinus namaycush), eperlani e Alosa pseudoharengus.